# Sciophila bilobata
Sciophila bilobata är en tvåvingeart som beskrevs av Soli 1995. Sciophila bilobata ingår i släktet Sciophila och familjen svampmyggor.
Artens utbredningsområde är Thailand. Inga underarter finns listade i Catalogue of Life.